# ネイピア セイバー

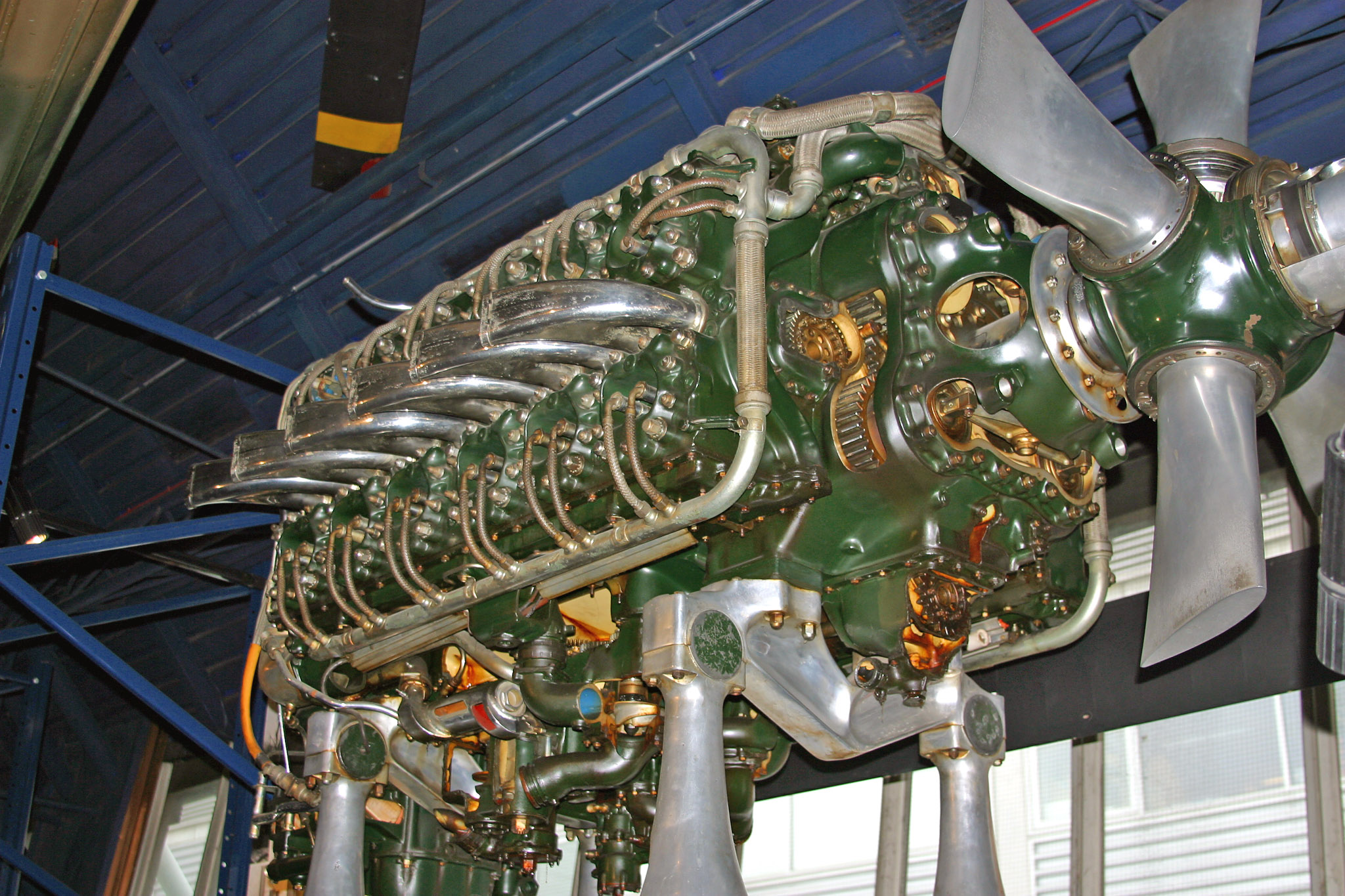
セイバーのカッタウェイモデル。上下隣接するシリンダーの排気管は一本に纏められている。スリーブバルブ機構と2本のクランクシャフトを持つため、減速歯車列が複雑に入り組んでいる。

セイバー（Sabre ）は、イギリスのネイピア・アンド・サン社（以下ネイピア）で第二次世界大戦直前に開発され、大戦中に生産された航空機用液冷H型24気筒レシプロエンジン。
フランク・ハルフォード(Frank Halford)による先鋭的な設計で、180度V型エンジンを上下2段に重ねて連結したH型構成とスリーブバルブ機構を採用した。同時代の同級機の中で突出した高回転・高出力志向を持ち、最終発展型では3500馬力(ps)以上もの高出力を達成した。

## 開発経緯
セイバー以前の戦間期にネイピアは、スーパーマリン製のスピードレーサーに搭載されたライオンなど、高出力エンジン分野での実績があった。
1920年代後半になるとW型構成のライオンは旧式化が否めず、同社はより高出力の後継機を計画し、類例のないH型構成を持つ16気筒のレイピア(Rapier)と24気筒のダガー(Dagger)を開発した。
H型エンジンは、水平型（水平対向ではなく、クランクピンが単一の180度V型）直列エンジンを上下に重ね、アイドラー（中間）ギアで各々の出力を合成するもので、航空用として一般的な空冷星型エンジンに比し、機体の高速化に重要なファクターである前面投影面積を大幅に縮小することができた。また原理的に回転バランスが良く低振動なため、高速回転による高出力化が期待された。
ただし構造が複雑化して製造・運用に困難が伴うこと、空冷では後方気筒の冷却が困難なことから通常水冷が採用されるところ、ネイピアは軽量化を名目にレイピア/ダガーシリーズを敢えて空冷にしたため、これらはオーバーヒートの問題に直面する羽目になった。
折りしも1927年、イギリスの内燃機関研究家ハリー・リカルド(Harry Ricardo)は、一般的なポペットバルブ方式は慣性質量過大で高速追従性に限界があり、高速化と共に体積効率も改善できる自らの新型スリーブバルブこそが、1,500 PS以上の次世代エンジンの実現の鍵になると論文で力説した。
リカルドとハルフォードは、ロンドン市内で隣り同士にエンジン設計事務所を構えるほど親交があり、リカルドがブリストル・エンジン社で新型スリーブバルブの実用化に着手した頃、ネイピアでH型のダガーを基に高出力エンジンを企画していたハルフォードにとって、高回転・高出力化を可能にし、全幅も縮小できるリカルドの新型スリーブバルブは福音に思えた。
スリーブバルブ・水冷・排気量37Lのセイバーの試作1号機は1938年1月に初火入れされ、当初1,350 PS未満に留まったが、その後3月には2,050 PS、7月までには先行量産型が2,200 PSに、同年末には2,400 PSに達した。この出力は当時世界最強級で、高回転型のセイバーは異例に甲高い排気音を発していた。
1930年代に航空用エンジンは日進月歩の勢いで発展し、次世代長距離大型機の実現には排気量1リットル当り60 PSを目標に掲げるべきとの意見も一部で強かったが、実際にはその後、気筒数増大・排気量拡張による高出力化が常套手段になり、気筒単体での性能追求は開発の焦点から外されたため、最良値でも50 PS/L程度の単位出力に留まっており、結局セイバー以外に60 PS/Lを越えた航空用エンジンはなかった。

## 生産・運用
試作機が高出力を発揮したとはいえ、量産開始とともにセイバーは信頼性の問題に直面した。
最たる例が、ドイツのHe 100からMe 209に独占されていた世界速度記録の奪還と、セイバーの飛行試験を目的に作られたヘストン タイプ5（ネイピア＝ヘストン レーサー）で、1号機 G-AFOK はオーバーヒートが原因で初飛行で墜落し、計画頓挫を余儀なくされている。
量産開始後も、元々無理な設計に、低い工作精度や工員の低練度などネイピア固有の品質管理上の問題も重なって、特にスリーブバルブ周りに不具合が集中し、潤滑油漏洩（オイルリーク）による空中火災や、作動シーケンス不調によるエンジンブローが頻発した。
一方、セイバーと同一の気筒内径（ボア）で、同じリカルド式スリーブバルブを採用したブリストル トーラス(Bristol Taurus)には殆ど問題が発生しておらず、戦力化を望む航空省の仲介でブリストルがネイピアに渋々技術供与した結果、動弁系由来の故障は漸減した。
それでもネイピアの杜撰な製造は続き、鋳造部品の歪みや、ピストンリングの傷のみならず、エンジン内部に切削屑が残ったまま出荷されるのも日常茶飯事だった。またセイバーに用いられた潤滑油は凝固しやすく、翌日のスムーズな始動のために整備員は徹夜して2時間毎に暖機運転を強いられる場合もあった。
これら諸問題の解決には長期間を要し、ロールス・ロイスがセイバーの欠陥を指弾したことや、前線の飛行士や整備士に適切な運転マニュアルが浸透しなかったこともあって、その間にセイバーの悪評が定着してしまった。
しかし、ネイピアは信頼性向上に特別な関心を払わず、カタログスペックの向上目的で無理な設計改変を重ね、1942年には高高度性能改善のため2段3速式機械式過給機の開発に傾注していたが、セイバー搭載機の少なさから経営が悪化し、同年末にイングリッシュ・エレクトリック(English Electric)に買収されてしまう。
新経営陣は新型過給器計画を直ちに中断し、品質改善に全力を傾注した結果、1944年には全面改良型のセイバー Mk.Vが2,400 PSを安定して発生できるまで漕ぎ着け、悪評も次第に払拭されて行った。
単段過給器しか持たないMk.Vは、7,000 m以下の中低空に作戦高度を限定されたものの、Mk.V搭載機のホーカー タイフーン(Hawker Typhoon)やテンペスト(Tempest)はドイツの強力なライバルフォッケウルフ Fw190にも十分対抗でき、アメリカの同級機P-47と共に対地攻撃機・戦闘爆撃機(ヤーボ)としても大活躍した。しかしその頃既にターボジェット機の時代が到来しており、このMk.Vが実戦参加した最終型セイバーになった。
戦後も開発は続けられ、新型過給機装備の改良型Mk.VIIは3,500 PS、フルブーストによる限界試験では5,500 PSを記録した。。第二次世界大戦末期にはプラット・アンド・ホイットニー R-4360やライト R-3350に代表される同クラスのエンジンが幾つか登場したが、それらの排気量はセイバーの2倍近くあり、セイバーの小型・高性能は突出していた。

## 性能諸元（セイバー V）
- タイプ：液冷H型24気筒
- ボア×ストローク：127 mm × 121 mm
- 排気量：36.7 L
- 全長：2,089 mm
- 全高：1,016 mm
- 全幅：1,168 mm
- 重量：1,070 kg
- 動弁機構：スリーブバルブ
- 燃料：100 オクタン ガソリン
- 燃料供給方法：ホブソン(Hobson)製燃料噴射器、後にキャブレター
- 圧縮比：1:7
- 過給機：遠心型機械式1段2速
- 出力：
  - 2,850 ps @ 3,800 rpm （吸気管圧力0.9bar 時）
  - 3,040 ps @ 4,000 rpm （離昇出力）
- 出力排気量比：83.0 PS/L
- 出力重量比：2.84 PS/kg